# 酒井亮吉
酒井 亮吉（さかい りょうきち、1897年12月 - 1952年7月10日）は、日本の画家。
大阪府出身。1926年から戦前まで二科会に作品を出品した。1928年から1931年までフランスに渡航。戦後は一水会に出品した。
1932年ロサンゼルスオリンピックの芸術競技の絵画種目に"The Football"（和題不明）を出品した。
1952年7月10日、胃潰瘍のため死去。